# Hwang Soon-min
Hwang Soon-Min  (tiếng Hàn: 황순민; sinh ngày 14 tháng 9 năm 1990) là một cầu thủ bóng đá Hàn Quốc thi đấu ở vị trí tiền vệ thi đấu cho Daegu FC.